# Opanara depasoapicata
Opanara depasoapicata é uma espécie de gastrópode da família Charopidae.
É endémica de Polinésia Francesa.